# Hélène De Reuse
Hélène De Reuse, née à Wachtebeke, Flandre-Orientale, le 4 juillet 1892 et morte à Mariakerke le 5 novembre 1979, est une artiste peintre, dessinatrice et pastelliste belge.
Son champ pictural varié couvre les natures mortes, les marines, les portraits, les nus et les intérieurs. 
Elle expose au Salon de Bruxelles de 1914 et au Salon d'Automne de Paris en 1920, où elle recueille le succès.
Ses œuvres sont notamment conservées au Musée des Beaux-Arts de Gand et au Musée de Deinze et du Pays de la Lys. 

## Biographie

### Famille
Hélène (Helena Camilla Adriana) De Reuse, née à Wachtebeke le 4 juillet 1892, est la fille d'Oscar De Reuse (1864-1943), médecin, et de Pauline Hombrecht (1861-1930). Après son enfance et son adolescence passées à Mont-Saint-Amand, Hélène De Reuse épouse en 1931 Nicolas Pourbaix (1875-1940), architecte. Le couple s'installe brièvement à Ostende, puis à Liège en 1932, et à Knokke en 1938, jusqu'à la mort du mari. Veuve, elle revient résider dans la maison paternelle à Saint-Amand.

### Formation
Hélène De Reuse étudie, à partir de 1909, la peinture à l'Académie royale des beaux-arts de Gand, sous la direction de Jean Delvin. En 1912, elle remporte le grand prix du portrait décerné par l'institution.

### Carrière

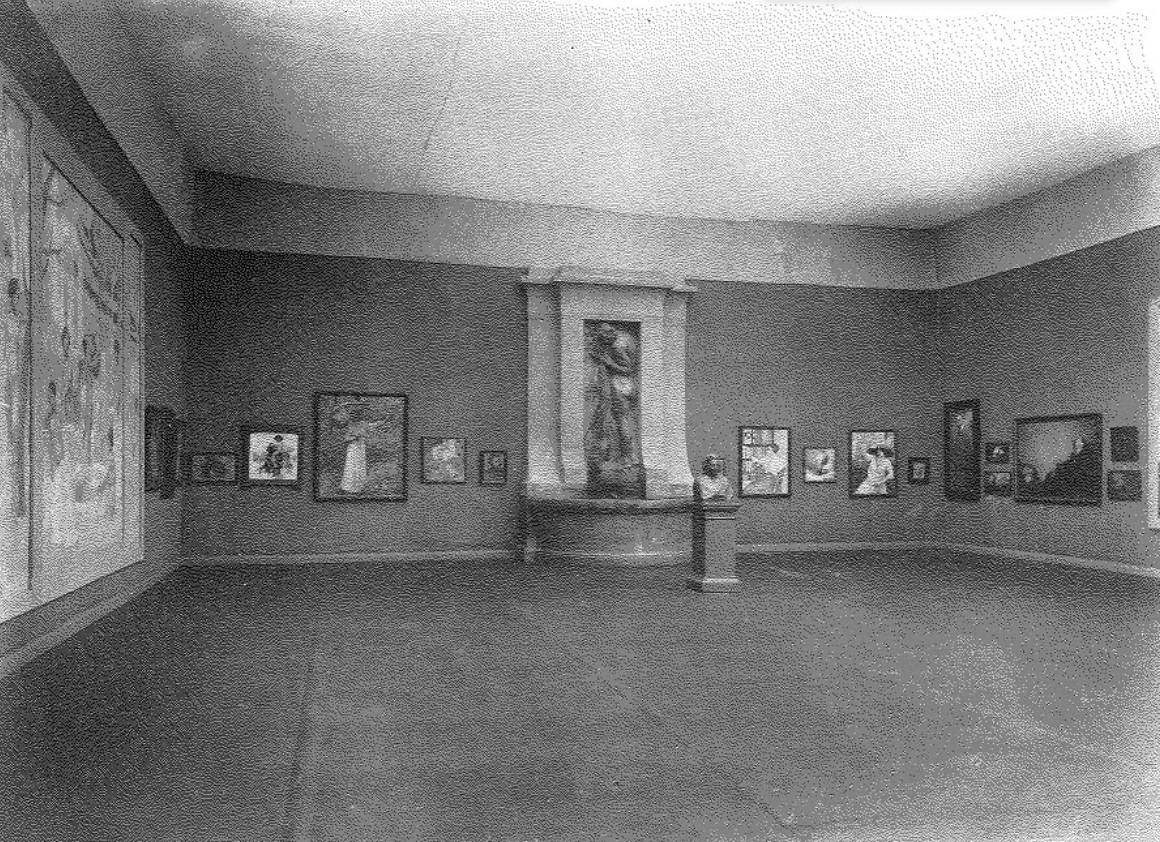
Salle no 5 de l'Exposition universelle de 1913 à Gand, présentant des œuvres d'Hélène De Reuse.

Lors de l'Exposition universelle de 1913 de Gand, elle présente plusieurs pastels représentant des natures mortes. Elle effectue ensuite de nombreux voyages d'études en France, Grande-Bretagne, Suisse, Pays-Bas et en Scandinavie.
Au Salon de Bruxelles de 1914, Hélène De Reuse expose une peinture et un dessin. En septembre 1916, elle est nommée professeur de peinture pour jeunes filles à l'Académie royale des beaux-arts de Gand.
Lors de la Première Guerre mondiale, Hélène De Reuse bénéficie, en 1916 et en 1918, de ses deux premières expositions personnelles à la salle Taets à Gand. Elle prend part en 1920 au Salon d'Automne de Paris, où son travail est favorablement apprécié par Paul Steck et Paul Vitry. En 1929, le Musée des beaux-arts de Gand acquiert son tableau Nature morte à l'estampe japonaise. 
En 1956, Hélène De Reuse part vivre et travailler au Petit Béguinage de Gand. Sa dernière exposition personnelle a lieu en 1976 à la Galerie Vincke-Van Eyck à Gand. Elle meurt à Mariakerke, où elle demeurait depuis un an, le 5 novembre 1979, à l'âge de 87 ans. Elle est inhumée au cimetière de Campo Santo à Mont-Saint-Amand. Elle avait légué en 1978  cinq peintures et un pastel au Musée des Beaux-Arts de Gand, de même que 48 tableaux et 18 dessins à la province de Flandre-Orientale.

## Œuvre

### Caractéristiques
Son champ pictural varié couvre les natures mortes, les marines, les portraits, les nus et les intérieurs. Son talent est issu d'un mélange entre modernisme et classicisme. Modernes de conception, ses œuvres conservent de la clarté dans l'arrangement, de l'équilibre et une solide construction linéaire.
Lorsqu'elle expose au Cercle artistique de Gand en novembre 1926, la critique du quotidien Le Soir est élogieuse et rappelle le succès qu'elle a recueilli dans les expositions françaises, principalement au Salon d'automne, grâce à la fraîcheur de son coloris, la netteté et la sûreté de son dessin, la sincérité et la sobriété de son exécution.

### Expositions
- Exposition universelle de 1913 à Gand : des pastels[3].
- Salon de Bruxelles de 1914 : Reflets (peinture) et Muakidja (dessin)[4].
- Salon d'automne à Paris en 1920 : Le Salon bleu (peinture) et Japonaiseries (pastel)[3].
- Exposition au Cercle artistique de Gand en novembre 1926[6].
- Exposition à la salle d'art Memling à Bruges du 16 au 28 janvier 1927.
- Salon triennal de Liège de 1928 : Le Violon brisé et Le Guéridon rouge[7].
- Salon de Gand (XLIVe de 1929 : Nature morte à l'estampe japonaise (1929), huile sur toile, format 75,5 × 61,8 cm, inventaire no 1931-R, acquis en 1931 par le Musée des Beaux-arts de Gand[5].
- Salon d'Anvers de 1930 : Plante japonaise[8].
- Exposition personnelle à la salle Taets à Gand en avril 1931.
- Salon de Gand (XLVIIe) de 1946[9].
- Exposition personnelle à la salle des Récollets à Gand du 8 au 22 janvier 1950[10].
- Galerie Vincke-Van Eyck de Gand en 1966 : exposition personnelle.
- Galerie Vincke-Van Eyck de Gand en 1976 : dernière exposition personnelle.

### Collections muséales
- Musée des Beaux-Arts de Gand : 1343 œuvres, dont des peintures : Balcon avec vue sur mer, Nature morte à l'estampe japonaise (1929), Le Printemps de la vie, Fillette au tablier blanc, Autoportrait, Nature morte au pinceau, des pastels, dont Intérieur, de nombreux croquis au crayon et au fusain (don de Pynaet-De Leye en 1994)[5].
- Musée de Deinze et du Pays de la Lys